# Sergio Samitier
Sergio Samitier Samitier (Barbastro, 31 agosto 1995) è un ciclista su strada spagnolo, professionista dal 2018, che corre per il team Cofidis.

## Palmarès

### Strada
- 2016 (Lizarte)

Subida a Gorla
Trofeo Eusebio Vélez
Campeonato de Aragón, Prova in linea Under-23
1ª tappa Vuelta a Navarra (Pamplona > Estella)
Zaldibia Sari Nagusia
- 2017 (Lizarte)

Circuito de Pascuas
Santikutz Klasika - Prueba Santa Cruz
1ª tappa Vuelta al Bidasoa (Irun > Igantzi)
Classifica generale Vuelta al Bidasoa

#### Altri successi
- 2019 (Euskadi-Murias)

Classifica scalatori Tour of the Alps
Memorial Isabel Clavero
- 2023 (Movistar Team)

Classifica scalatori Tour of the Alps

## Piazzamenti

### Grandi Giri
- Giro d'Italia

2020: 13º
2022: ritirato (7ª tappa)
2025: 52º
- Vuelta a España

2019: 112º

### Classiche monumento
- Milano-Sanremo

2024: 160º
2025: 125º

### Competizioni mondiali
- Campionati del mondo su strada

Bergen 2017 - Cronometro Under-23: 39º
Bergen 2017 - In linea Under-23: 94º

### Competizioni europee
- Campionati europei

Herning 2017 - Cronometro Under-23: 23º
Herning 2017 - In linea Under-23: 58º
Plouay 2020 - In linea Elite: 43º